# Алеево-2
Алеево-2 — деревня в Ступинском районе Московской области в составе Городского поселения Ступино (до 2006 года входила в Ситне-Щелкановский сельский округ). На 2016 год в Алеево-2 1 улица — Алеевская. Деревня связана автобусным сообщением со Ступино и соседними населёнными пунктами.

## Население
| 2002 | 2006 | 2010 |
| ---- | ---- | ---- |
| 0    | →0   | ↗5   |

Алеево-2 расположено в южной части района, на берегу пруда, устроенного на реке Ситня, высота центра деревни над уровнем моря — 170 м. Ближайшие населённые пункты примерно в 1,2 км: Тишково — на юго-восток, Псарево — на запад и Савино — на северо-запад.